# Tetrapleura limbatofasciata
Tetrapleura limbatofasciata är en tvåvingeart som först beskrevs av Günther Enderlein 1921.  Tetrapleura limbatofasciata ingår i släktet Tetrapleura och familjen fläckflugor.
Artens utbredningsområde är Peru. Inga underarter finns listade i Catalogue of Life.